# Жаханов, Ильяс Жаханович
Илья Жаканов (род. 6 мая 1936, аул Актогай, Сарысуский район Жамбылской области, КазССР, СССР) — советский и казахстанский писатель, композитор, искусствовед, заслуженный работник культуры Казахской ССР (1990), заслуженный деятель культуры Кыргызской Республики (1994), заслуженный деятель культуры Казахстана (1998), Герой Труда Казахстана (2022).

## Биография
Илью Жаканова назвали в честь отца Владимира Ильича Ленина. Родился он в с.Ильгерибас Жамбылской области 6 мая 1936 года в семье сельского учителя географии Жакана Тусипова. По документам Илья Жаканов (имя не Ильяс, во многих источниках неверная информация), фамилия Жаканов (не Жаханов - также искажённая информация). Когда он родился местные аксакалы: Мадели, Мусиралы, Сарсен, Смагул, Досымбек, Бедербай, собравшись вместе, пошли поздравлять к бабушке Биежан с рождением внука и спросили у нее про отца ребенка Жакана (Балкен - мать Ильи). Он был учителем местной школы имени Серго (колхоз Ильгерибас). Аксакалы спросили Жакана, имеется ли у него такая книга, где есть портрет Ленина и Сталина. Жакан ответил, что есть "Алиппе" (в переводе с казахского означает "Букварь"), в которой есть портрет Ленина с его отцом. Аксакалы поинтересовались: "А как звали отца Ленина?", на что Жакан ответил: "Илья Ульянов". Аксакалы Мадели, Мусиралы и Сарсен переглянулись между собой и в один голос объявили Жакану: "Тогда твоего сына назовём Ильёй, в честь отца Великого вождя Ленина". Кстати, в то время эти аксакалы были подвержены гонениям и репрессиям со стороны местных властей. Однако, узнав о том, что именно они назвали новорожденного именем отца Ленина, все гонения прекратились.
В 1959 году окончил филологический факультет Казахского государственного университета (ныне КазНУ им. аль-Фараби). В 1959—1963 годах — заведующий отделом литературы и культуры в газете «Қазақстан пионері» (ныне «Ұлан»), в 1963—1984 годах редактор и главный редактор в Государственном комитете Казахстана по телевидению и радиовещанию.
В 2011 году поступил в Атырауский государственный университет и получил образование художника-живописца.

## Творчество
Широкую известность ему принесли первые книги «Қайта оралған ән» (1968), «Хош бол, вальс» (1969). Роман о великом казахском кобызшы, кюйши Ыкыласе, сначала издан на киргизском языке под названием «Кертологоо» (1989), затем на казахском языке под названием «Ықылас» (1990). Опубликовал документальные сборники о деятелях казахской культуры «Бірінші концерт» (1971), «Екі жирен» (1976), «Махаббат вальсі» (1983), «Аққулар қонған айдып көл» (1988), а также «Қарабура» (1997).
Автор около 200 песен, в том числе известных музыкальных произведений «Әселім әнім», «Еділ мен Жайық» и др. За цикл песен по мотивам повестей Ч. Айтматова «Джамиля», «Прощай, Гульсары!» и «Тополёк мой в красной косынке» удостоен Международной премии и ордена Республики Кыргызстан «Данекер».
Перевёл на казахский язык дилогию киргизского писателя Т. Касымбекова «Сынған қылыш» (1981). Его перу принадлежат произведения о казахских композиторах М. Тулебаеве, Л. Хамиди, С. Мухамеджанове, К. Мусине, Б. Байкадамове. Известны его документальные фильмы «Шоқан және музыка», «Жамбыл және музыка», «Сәкен және музыка». Лауреат международной премии им. Жамбыла (1997).

## Семья
Жена:
• Тиышкуль Алтаева
Дети:
• Бауыржан Жаканов
• Данияр Жаканов
• Карлыгаш Жаканова
• Ляйля Жаканова
Внуки:
• Алия Жаканова
• Абылайхан Жаканов
• Айгерим Жаканова
• Алихан Жаканов
• Тоты Тулегулова
• Алуа Тулегулова
Правнуки:
• Алия Жаканова — Енлик, Кайсар, Илигай, Касым
• Абылайхан Жаканов — Адильхан, Амирхан
• Алихан Жаканов — Асылхан, Мадияр, Аслан, Магжан
• Тоты Тулегулова - Дара

## Награды и звания
- Заслуженный деятель Казахстана (1998)
- Заслуженный работник культуры Казахской ССР (1990)
- Заслуженный деятель культуры Кыргызской Республики (18 марта 1994 года) — за большие заслуги в развитии и обогащении национальных культур, укреплении дружбы между казахским и кыргызским народами[4]
- Лауреат Международной литературной премии имени Жамбыла (1997)
- Орден Парасат (2004)[5]
- Орден «Данакер» (22 ноября 2004 года, Кыргызстан) — за большой вклад в развитие и обогащение национальных культур, укрепление дружбы между кыргызским и казахским народами[6]
- Медаль «25 лет независимости Республики Казахстан» (2016)
- Указом президента Республики Казахстан от 29 ноября 2019 года награждён высшим орденом «Отан» за особые заслуги перед отечественным национальным музыкальным искусством награда вручена из рук президента РК в Акорде.[7]
- 2022 (18 марта) — Звание «Герой Труда Казахстана» с вручением знака особого отличия Золотая Звезда;[8]